# 纳瓦莫拉莱斯
纳瓦莫拉莱斯，是西班牙卡斯蒂利亚-莱昂萨拉曼卡省的一个市镇。 总面积18平方公里，总人口151人（2001年），人口密度8人/平方公里。